# Федина Олексій Михайлович
Федина Олексій Михайлович (нар. 8 жовтня 1987) — український плавець, п'ятириразовий чемпіон та восьмиразовий призер літніх Паралімпійських ігор. Заслужений майстер спорту України.

## Життєпис
Тренується у секції плавання Запорізького обласного центру «Інваспорт»..
Випускник Дніпропетровської фінансової академії.
1 вересня 2021 року в Токіо виборов срібну медаль у запливі на 100 м брасом у класі SB12 на Літніх паралімпійських іграх 2020.

## Державні нагороди
- Орден «За заслуги» I ст. (4 жовтня 2016) — За досягнення високих спортивних результатів на XV літніх Паралімпійських іграх 2016 року в місті Ріо-де-Жанейро (Бразилія), виявлені мужність, самовідданість та волю до перемоги, утвердження міжнародного авторитету України[3]
- Орден «За заслуги» II ст. (17 вересня 2012) — за досягнення високих спортивних результатів на XIV літніх Паралімпійських іграх у Лондоні, виявлені мужність, самовідданість та волю до перемоги, піднесення міжнародного авторитету України[4]
- Орден «За заслуги» III ст. (7 жовтня 2008) — за досягнення високих спортивних результатів на XIII літніх Паралімпійських іграх в Пекіні (КНР), виявлені мужність, самовідданість та волю до перемоги, піднесення міжнародного авторитету України[5]